# Roman Schmidt
Roman Schmidt (1893. november 6. – 1959. április 5.) az osztrák-magyar légierő pilótája az első világháborúban. Tevékenykedése során 6 igazolt légi győzelmet ért el.

## Élete

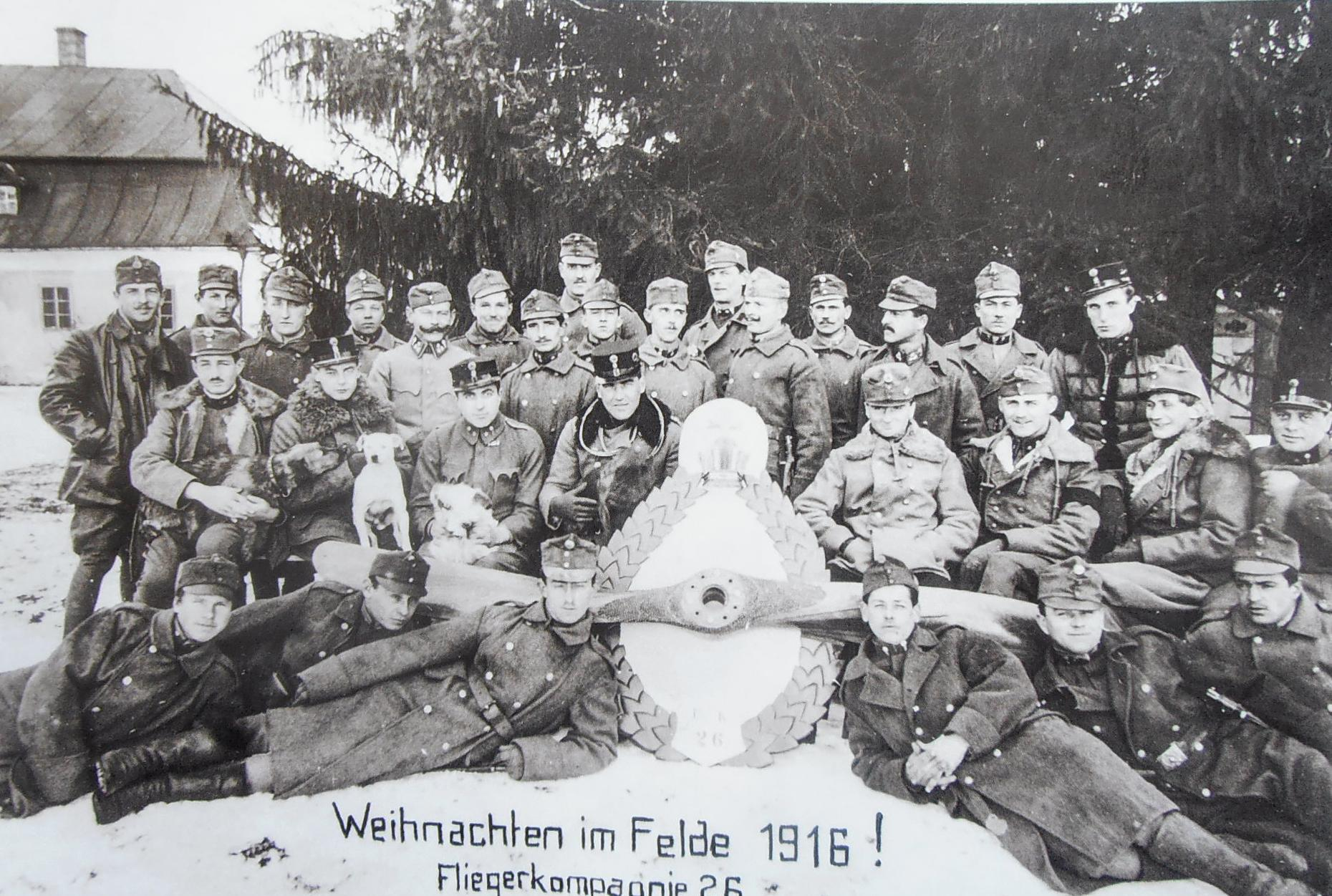
Roman Scmidt (második sor, balról a második) a 26. repülőszázadnál

1893. november 6-án született a horvátországi Varasdon. Osztrák származású apja ulánus őrmester volt és Roman az ő nyomdokaiban 1910-ben beiratkozott a bécsi Katonai Műszaki Akadémiára. 1913-ban zászlósként kezdte el szolgálatát a 36. tüzérezredben. Az első világháború kitörése után az orosz fronton harcolt, elsősorban előretolt tüzérségi megfigyelői feladatot látott el. 1915 szeptemberében hadnaggyá, egy évvel később pedig, a Bruszilov-offenzíva után főhadnaggyá léptették elő. 1916 októberében jelentkezett légi tüzérségi megfigyelői tanfolyamra, amit a 26. századnál végzett el. 1917 januárjában egy időre visszatért régi ezredéhez, de áprilisban átirányították a 7. repülőszázadhoz.
1917. április 13-án két Hansa-Brandenburg C.I-ből álló kötelékben irányította a tüzérséget, mikor négy orosz Nieuport támadt rájuk. A kísérőgép az egyik vadászt lelőtte, de megrongálódása miatt visszafordult. Mivel az orosz gépek is elmentek, Schmidt és pilótája, Paul Hablitschek folytatták a küldetést. Rövidesen két újabb Nieuport támadt rájuk, amelyekből az egyiket sikerült ugyan lelőni, de eközben a pilótának átlőtték a lábát és az osztrák-magyar repülő is súlyosan megrongálódott. Sikerült a saját vonalak mögött letenni a felderítőgépet és Schmidt sértetlenül megúszta az akciót, de pilótája másfél hónap múlva meghalt a kórházban.
Június végén áthelyezték a szintén az orosz fronton állomásozó 13. repülőszázadhoz. Szeptember 8-án elavult Offeag C.II felderítőgépével földre kényszerített egy orosz Nieuportot, október 4-én pedig magyarországi gyártmányú Lloyd C.V-vel lőtte le a rájuk támadó három repülőgép egyikét.
1917 végén Oroszország fegyverszünetet kért, a tétlen Schmidt (aki 1918 januárjában átkerült a 23. repülőszázadhoz) pedig elvégezte a pilótatanfolyamot is. Májusban az olasz frontra, a San Pietro in Campóban állomásozó 30. vadászrepülő-századhoz vezényelték. 1918. július 12-én Phönix D.I-es vadászával egy felderítőt kísért és Santa Maria légterében egy hét gépből álló olasz kötelékből kilőtte az egyik SAML típusú repülőt. Július 23-án San Godega de Urbano körzetében egy brit Bristol F.2b vadász-felderítőt kényszerített földre.
1918 szeptemberében Schmidt lett a 74. vadászrepülő-század parancsnoka. Október 27-én megszerezte hatodik és utolsó légi győzelmét, amikor lelőtt egy olasz Caproni Ca.3 bombázót.
Osztrák pilótaigazolványát csak a háború után, 1919 januárjában kapta kézhez. Későbbi élete nem ismert. 1959. április 5-én halt meg 65 éves korában.

## Kitüntetései
- Vaskorona-rend III. osztály a hadidíszítménnyel és kardokkal
- Katonai Érdemkereszt III. osztály hadidíszítménnyel és kardokkal
- Ezüst Katonai Érdemérem hadiszalagon, kardokkal
- Bronz Katonai Érdemérem hadiszalagon, kardokkal
- Károly-csapatkereszt

## Győzelmei
| Sorszám | Dátum               | Egység           | Repülőgép             | Ellenfél       |
| ------- | ------------------- | ---------------- | --------------------- | -------------- |
| 1       | 1917. április 13.   | 7. repülőszázad  | Hansa-Brandenburg C.I | Nieuport Scout |
| 2       | 1917. szeptember 8. | 13. repülőszázad | Oefflag C.II          | Nieuport Scout |
| 3       | 1917. október 4.    | 13. repülőszázad | Lloyd C.V             | Scout          |
| 4       | 1918. július 12.    | 30. vadászszázad | Phönix D.I            | SAML           |
| 5       | 1918. július 23.    | 30. vadászszázad | Phönix D.I            | Bristol F.2b   |
| 6       | 1918. október 27.   | 74. vadászszázad | Berg D.I              | Caproni Ca3    |